# Jon Postel
Jonathan Bruce Postel (6. srpna 1943 – 16. října 1998) byl americký počítačový vědec, který významně přispěl k rozvoji internetu, zejména s ohledem na standardy. Společně s Lawrencem Robertsem, Bobem Kahnem, Vintem Cerfem a Davidem Clarkem je označován za zakladatele internetu, někdy také za "boha internetu". Je známý především tím, že byl editorem série dokumentů Request for Comment (RFC) a protokolu Simple Mail Transfer Protocol (SMTP). V roce 1986 představil světu domény nejvyšší úrovně a také vedl systém doménových jmen (DNS) a až do své smrti spravoval Internet Assigned Numbers Authority (IANA).